# Жанатурмыс (Колкентский сельский округ)
Жанатурмыс (каз. Жаңатұрмыс) — село в Сайрамском районе Туркестанской области Казахстана. Входит в состав Колкентского сельского округа. Код КАТО — 515265200.

## Население
В 1999 году население села составляло 396 человек (204 мужчины и 192 женщины). По данным переписи 2009 года, в селе проживало 477 человек (256 мужчин и 221 женщина).